# Mammillaria marksiana
Mammillaria marksiana es una especie perteneciente a la familia Cactaceae. Es endémico de Durango y Sinaloa  en México. Su hábitat natural son los áridos desiertos. Se ha extendido por todo el mundo como planta ornamental.

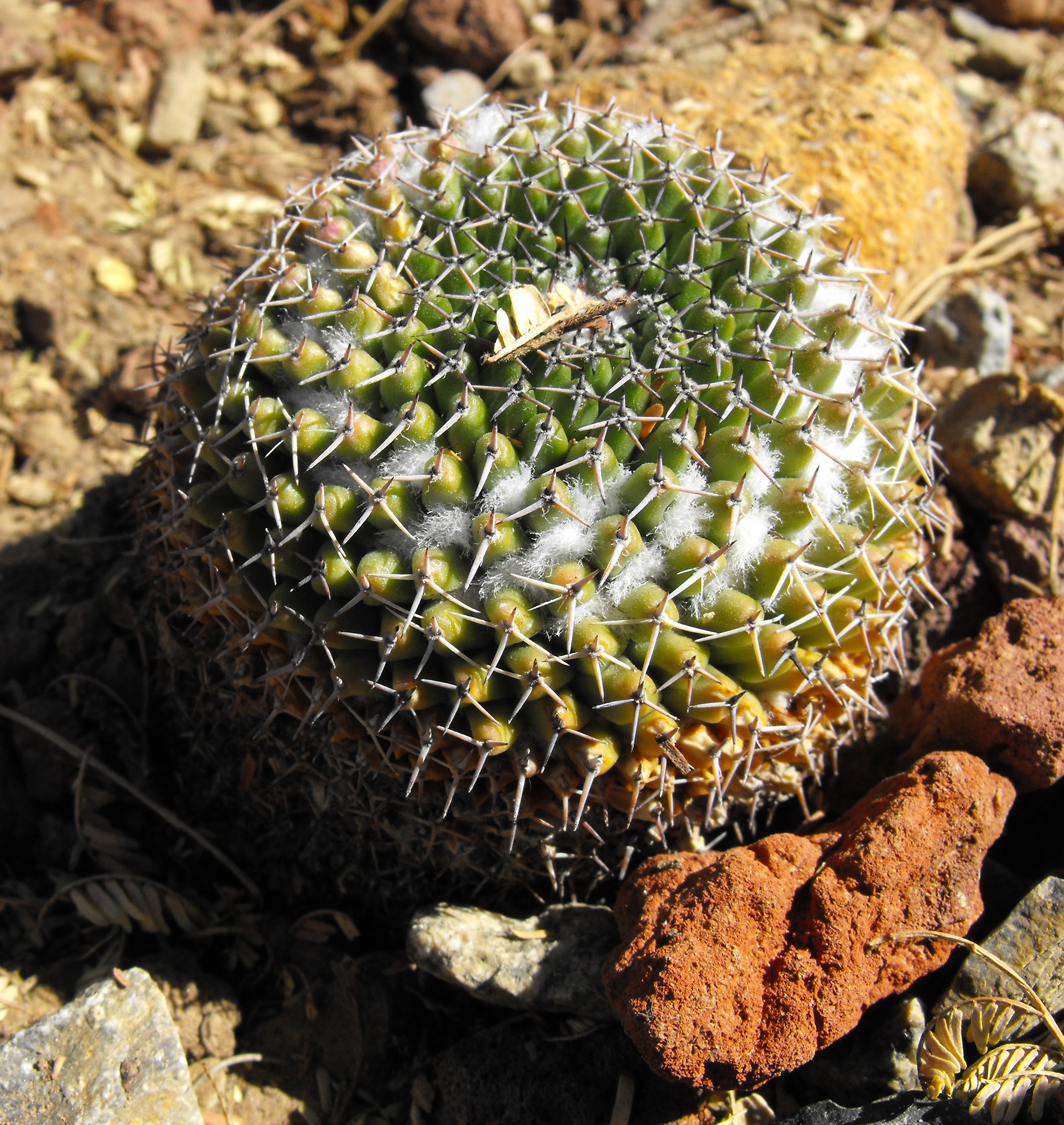
Vista de la planta

## Descripción
Es una planta perenne que crece primero de forma individual y posteriormente forma grupos. El tallo es de color verde claro a amarillento y son aplanados,  hundidos en el ápice y lanoso. Miden de 6 a 15 centímetros de alto y de 5 a 12 centímetros de diámetro. Las verrugas son piramidales, ligeramente cuadrangulares y produce látex. Las axilas son lanosas. Las espinas centrales lanosas de estructura  y con espinas radiales. En total hay de 4 a 21 espinas dorsales disponibles. Son agudas y de color amarillo dorado a marrón de 5 a 8 milímetros de largo. Las flores son de color amarillo verdoso brillante y miden 1,5 centímetros de largo e igual diámetro. Los frutos son de color oscuro a púrpura y de hasta 2 centímetros de largo. Contienen pequeñas  semillas marrones.

## Taxonomía
Mammillaria marksiana fue descrita por Hans Krainz y publicado en Sukkulentenkunde 2: 21. 1948.
Etimología
Mammillaria: nombre genérico que fue descrita por vez primera por Carolus Linnaeus como Cactus mammillaris en 1753, nombre derivado del latín mammilla = tubérculo, en alusión a los tubérculos que son una de las características del género.
marksiana: epíteto  que honra el compañero de viaje del coleccionista de cactus Fritz Schwarz, el Sr. H. Marks.